# 勝田吉太郎
勝田 吉太郎（かつだ きちたろう、1928年2月5日 - 2019年7月22日）は、日本の政治学者。京都大学名誉教授、奈良県立大学名誉教授、鈴鹿国際大学名誉学長。専門はロシア政治思想史、ロシア精神史、アナーキズム。法学博士（京都大学）。
愛知県名古屋市生まれ。刑法学の瀧川幸辰に師事した（政治思想史講座の前任は恒藤恭）。

## 略歴
1944年名古屋市立名古屋商業高等学校卒業、1947年大阪外事専門学校卒業。1951年京都大学法学部卒業、同助手。1953年京都大学法学部講師、1954年助教授。1962年3月、京都大学にて「近代ロシヤ政治思想史 西欧主義とスラブ主義」で法学博士の学位を取得。1964年7月教授、1962年コロンビア大学ロシア研究所客員教授、1977年北海道大学スラブ研究センター兼任教授、1981年金沢工業大学工学部客員教授。1985年韓国慶熙大学にて名誉博士号を受ける。1991年定年退官、京都大学名誉教授。奈良県立商科大学（後の奈良県立大学）学長に就任。1994年鈴鹿国際大学学長、2000年教育改革国民会議委員。2002年鈴鹿国際大学退職、名誉学長。2004年瑞宝重光章受章。2019年7月22日、老衰のため死去、91歳。叙正四位。

## 活動
- 研究者としての出発点はルス法典の研究であるが、近代ロシア精神史研究でその名を知られるようになった。
- アナーキズムの研究においては、国家に内在する根源的な悪を強調し、それは民主主義国家であれ社会主義国家であれ、国家である以上、それは本質的に悪であるという見解となった。
- 1970年代以降は「正論」他での保守系メディアでの発言も多く産経文化人を代表する論客としても活動したが、2000年の三重タイムス誌に歴史問題や部落問題について保守的な見解を披瀝した鈴鹿国際大学教授久保憲一を同大学の母体である享栄学園が解任した久保事件において、保守陣営の批判の矢面に立たされた。勝田は2002年3月、鈴鹿国際大学学長を高齢のため退任したが、その後も同大学で教鞭を執った。
- 大学経営に関しても、保守系雑誌にて「国公立大学には気楽な一面があった。学生募集に苦労する必要がなかった。俗にいう税立大学である。しかし創立間もない私大は急速に進む少子化の影響で学生募集に精力を費消せざるを得ない。インターネットを通じた私どもの大学についても毀誉褒貶、様々な話が乱れ飛んでるらしい。無責任な嘲笑などはあえて紳士は弁解せず構えていることにしている。」[7]との論文を投稿したのに対し、教育ジャーナリストより「私立大学も国から補助金を貰い続けている半税立大学だし、現状を把握せず、大学が潰れる事もありうるという当事者意識が希薄な学校経営者」という批判を受ける[8]。

## 門下生
- 木村雅昭
- 小野紀明
- 足立幸男
- 宮本盛太郎
- 島田洋一

## 著書
- 『近代ロシヤ政治思想史―西欧主義とスラヴ主義』創文社 1961
- 『革命とインテリゲンツィヤ』筑摩書房 1966、新装版1974
- 『アナーキスト－ロシア革命の先駆』筑摩書房（新書判）1966／社会思想社〈現代教養文庫〉1974
- 『ドストエフスキー』潮出版社〈潮新書〉1968
- 『知識人と自由』紀伊國屋書店 1969
- 『革新の幻想－社会主義を問い直す』講談社 1973
- 『革命の神話－社会主義に未来はあるか』講談社 1976
- 『現代社会と自由の運命』木鐸社 1978
- 『人類の知的遺産49 バクーニン』講談社 1979
- 『民主主義の幻想－「滅公奉私」の日本人』日本経済新聞社 1980
- 『平和憲法を疑う』講談社 1981
- 『平和病日本を撃つ』ダイヤモンド社 1982
- 『敗戦後遺症シンドローム』日本教文社 1983
- 『神なき時代の預言者 ドストエフスキーと現代』日本教文社 1984、上記（潮版）の増補改題版
- 『宰相論』講談社 1986
- 『民主主義の幻想』日本教文社〈教文選書〉1986、上記の増補改訂版
- 『時を読む 勝田吉太郎の警世嗟言』産業新潮社ブックレット 1988
- 『民主教育の落し穴 戦後世俗化の風土を斬る!!』善本社 1989
- 『勝田吉太郎著作集』全8巻 ミネルヴァ書房 1992～94

1. 近代ロシヤ政治思想史 上
2. 近代ロシヤ政治思想史 下
3. 知識人と社会主義
4. アナーキスト
5. 革命の神話
6. 現代社会と自由の運命
7. 戦後イデオロギーの解剖
8. 民主主義の幻想

- 『思想の旅路 神なき世紀の悲劇を見つめて』日本教文社〈教文選書〉1998
- 『文明の曲がり角』ミネルヴァ書房 2002
- 『核の論理再論－日本よ、どこへ行く』ミネルヴァ書房 2006
- 『甦るドストエフスキーの世紀 現代日本への警鐘』ミネルヴァ書房 2010
- 『ドストエフスキー』第三文明社 2014

## 共著ほか
- 村松剛と対談『一つの時代の終わりに－世界史のなかの近代日本』日本教文社〈教文選書〉1986
- 編著『日本は侵略国家ではない』善本社ブックレット 1993

## 翻訳ほか
- 『ソヴェトの政治 内政と外交』フレデリック・シューマン、坂本義和・渡辺一共訳 岩波書店 1956-57
- 『世界の名著 第42 プルードン、バクーニン、クロポトキン』猪木正道と責任編集 中央公論社 1967、中公バックス 1980